# Zdeněk Nekula
Zdeněk Nekula (ur. 9 lutego 1970 w Znojmie) – czeski polityk, ekonomista i samorządowiec, w latach 2022–2023 minister rolnictwa.

## Życiorys
W 1992 ukończył studia ekonomiczne w Wyższej Szkole Rolniczej w Brnie. Do 2000 pracował w banku Česká spořitelna, w latach 2001–2015 pełnił funkcje menedżerskie w przedsiębiorstwie Erste Leasing, zajmującym się głównie finansowaniem sektora rolnego. W 2007 wstąpił do KDU-ČSL, od tegoż roku do 2014 był burmistrzem miejscowości Těšetice. Ponownie stanowisko to objął w 2018. W latach 2012–2016 wykonywał mandat radnego kraju południowomorawskiego. Od 2015 do 2018 był prezesem zarządu PGRLF, funduszu wsparcia i gwarancji dla rolnictwa i leśnictwa. W latach 2015–2019 reprezentował resort rolnictwa w radzie nadzorczej EGAP, czeskiej agencji ubezpieczeń kredytowych.
Po wyborach w 2021 został kandydatem swojej partii na ministra rolnictwa w nowo tworzonym koalicyjnym rządzie Petra Fiali. Nie mógł zostać zaprzysiężony wraz z innymi członkami gabinetu w grudniu 2021 z uwagi na izolację w związku z zachorowaniem na COVID-19. Funkcję ministra rolnictwa tymczasowo przejął Marian Jurečka; Zdeněk Nekula został powołany na ten urząd na początku stycznia 2022. Stanowisko to zajmował do czerwca 2023.